# Наваф Салам
Наваф Салам (араб. نواف سلام; нар. 15 грудня 1953) — ліванський дипломат, юрист і науковець.  Прем'єр-міністр Лівану від 13 січня 2025 року. 27 голова Міжнародного суду ООН, обраний суддею 9 листопада 2017 року на термін 2018—2027 років, отримавши одночасно більшість голосів у Генеральній Асамблеї та Раді Безпеки ООН. У 2007—2017 роках обіймав посаду посла та постійного представника Лівану при ООН у Нью-Йорку, протягом якого обіймав посади президента Ради Безпеки та віцепрезидента Генеральної Асамблеї. Обраний головою Міжнародного суду 6 лютого 2024 року. Другий араб — голова суду, і перший ліванець на цій посаді.

## Біографія
Народився у відомій родині Абдалли Салама та Реккат Бейхум з Бейрута, Ліван. Його дід, Салім Салам, лідер «Бейрутського руху за реформи», обраний 1912 року депутатом Бейрута до османського парламенту. Його дядько, Саїб Салам, боровся за незалежність Лівану від французького мандату у Лівані і згодом чотири рази обіймав посаду прем'єр-міністра Лівану між 1952 і 1973 роками. Його двоюрідний брат Таммам Салам також був прем'єр-міністром Лівану у 2014—2016 роках. Одружений з Сахар Баассірі, оглядачем і послом Лівану при ЮНЕСКО.
Здобув ступінь доктора політичних наук в Інституті політичних досліджень (1992), ступінь магістра права в Гарвардській школі права (1991), ступінь доктора історії в Університеті Сорбонни (1979).

## Кар'єра

### Юридична практика та наука
У 1979—1981 роках працював викладачем сучасної історії Близького Сходу в університеті Сорбонна. 1981 року залишив Париж, щоб провести академічний рік як запрошений дослідник у Weatherhead Center for International Affairs у Гарвардському університеті. У 1985—1989 роках викладав в Американському університеті у Бейруті, водночас займався юридичною практикою як юрист в юридичній фірмі Takla. Був запрошеним дослідником у Гарвардській школі права у 1989—1990 роках й іноземним юридичним консультантом в Edwards & Angell LLP у 1989—1992 роках. 1992 року проходив практику в юридичній фірмі Takla, а також викладав міжнародне право та міжнародні відносини в Американському університеті у Бейруті. 2003 року призначений запрошеним доцентом політології, а 2005 року — доцентом політології. У 2005—2007 роках завідував кафедрою політології та державного управління. 6 лютого 2024 року обраний головою Міжнародного суду.
Призначення Салама головою у лютому 2024 року збіглося з першим слуханням за позовом ЮАР проти Ізраїлю про можливий геноцид в Секторі Гази у січні 2024 року.
Згідно зі звітом UN Watch, під час перебування на посаді посла Лівану в ООН Салам 210 разів голосував за засудження Ізраїлю. Згідно з тим же повідомленням, Салам також голосував проти резолюцій ООН, які засуджують злочини, скоєні Іраном, Ліваном, Кубою та Сирією. 2008 року виступив з промовою, звинувативши «терористичні єврейські організації» у вчиненні «організованих масових вбивств». 2015 року назвав Ізраїль «Тріумфом кричущого расистського та колонізаторського вибору». У червні 2015 року написав у Twitter: «#Ізраїльська окупація #Гази та #Західного берега: ВІТАЮ ВАС З ДНЕМ НАРОДЖЕННЯ — 48 РОКІВ ОКУПАЦІЇ». Кілька місяців потому Єврейський новинний синдикат повідомив, що він написав: «Ізраїль повинен припинити насильство та покласти край окупації» і «зображення критиків ізраїльської політики як антисемітів є спробою залякати та дискредитувати їх, що ми відкидаємо».

### Робота в інтересах суспільства
Працював членом Виконавчого бюро Економічної та соціальної ради Лівану у 1999—2002 роках і був член Ліванської національної комісії ЮНЕСКО у 2000—2004 роках. У 2005 і 2006 роках був членом і генеральним секретарем Національної комісії з виборчої реформи, якій було доручено підготувати проєкт нового виборчого закону для Лівану. Був членом опікунської ради Ліванського центру політичних досліджень, позапартійного аналітичного центру, місія якого полягає в створенні та відстоюванні політики, яка покращує управління в Лівані й арабському світі.

## Посол Лівану в ООН
З липня 2007 року по грудень 2017 року працював послом Лівану та постійним представником при ООН у Нью-Йорку.
Його робота в ООН відзначена неодноразовими закликами до відновлення безпеки та стабільності в Південному Лівані, а також покласти край безкарності шляхом створення Спеціального трибуналу для Лівану у справі про вбивство колишнього прем'єра-міністра країни Рафіка Харірі відповідно до Резолюції Ради Безпеки ООН 1701.
Представляв Ліван у Раді Безпеки у 2010 і 2011 роках протягом дворічного терміну перебування Лівану як непостійного члена. У травні 2010 року та вересні 2011 року очолював Раду Безпеки.
2015 року, маючи на увазі Ізраїль, написав у Twitter: «Нещасливого дня народження тобі, 48 років окупації».

## Прем'єр-міністр Лівану
Після обрання Жозефа Ауна президентом Лівану 9 січня 2025 року кілька опозиційних депутатів парламенту досягли консенсусу щодо висування кандидатури Салама на пост прем'єр-міністра. Його кандидатуру підтримують багато західних і арабських держав, які закликають до висування його кандидатури на противагу нинішньому виконуючому обов'язки прем'єр-міністра Наджібу Мікаті. 13 січня 2025 року кандидатуру Салама висунули 84 зі 128 членів парламенту, що зробило його призначеним прем'єр-міністром Лівану. 14 січня він вилетів з Гааги до Лівану. Того ж дня він склав із себе повноваження члена Міжнародного суду ООН.
8 лютого 2025 року кабінет Салама був затверджений президентом Жозефом Ауном.

## Нагороди
2012 року президент Франції Ніколя Саркозі нагородив офіцерським ступенем ордену Почесного легіону.